# Helena Fürst
Helena Fürst (* 11. Februar 1974 in Offenbach am Main) ist eine deutsche staatlich geprüfte Betriebswirtin, die als Protagonistin zweier Doku-Soaps sowie als Teilnehmerin von Ich bin ein Star – Holt mich hier raus! bekannt wurde.

## Biografie
Nachdem Helena Fürst die Hauptschule abgeschlossen hatte, arbeitete sie als Verpackerin am Fließband. Es folgten Ausbildungen zur Kauffrau für Bürokommunikation sowie zur Drogistin und Beschäftigungen in diesen Bereichen. Danach wurde sie Sachbearbeiterin beim kommunalen Jobcenter „Pro Arbeit“ in Dietzenbach im Kreis Offenbach. Sie absolvierte eine Ausbildung zur staatlich geprüften Betriebswirtin und arbeitete anschließend von 2005 bis Juni 2009 als Sachbearbeiterin bei der Kreisverwaltung Offenbach.
Für die Sat.1-Fernsehsendung Gnadenlos gerecht – Sozialfahnder ermitteln wurde sie 2008 von Kameras bei ihrer Arbeit als Sozialfahnderin begleitet. Von 2010 bis 2015 war sie Hauptdarstellerin in der RTL-Doku-Soap Helena Fürst – Kämpferin aus Leidenschaft. Im Jahr 2016 war sie Teilnehmerin der 10. Staffel der RTL-Show Ich bin ein Star – Holt mich hier raus!. Aufgrund ihres Auftretens gaben ihr die Medien den Spitznamen Höllena. Anschließend war sie als Teilnehmerin in den Kochshows Das perfekte Promi-Dinner und Grill den Henssler auf VOX zu sehen. Ferner war sie Teilnehmerin in der im August 2017 ausgestrahlten sechsteiligen RTL-Sendung Das Sommerhaus der Stars zusammen mit ihrem damaligen Verlobten, dem Schlagersänger Ennesto Monté. Das Paar trennte sich Medienberichten zufolge kurz nach Abschluss der Dreharbeiten. 2020 nahm Fürst an der RTL-Show Like Me – I’m Famous teil und schied bereits in der ersten Folge aus. Anschließend war Helena Fürst im September 2020 Kandidatin in der Sat.1-Spielshow Die Festspiele der Reality Stars – Wer ist die hellste Kerze?. 2022 nahm sie an Das große Promi-Büßen auf ProSieben teil, wurde allerdings wegen anhaltender Konflikte mit ihren Mitstreitern nach der zweiten Folge von der Produktionsfirma aus der Sendung entfernt.
Ende 2015 veröffentlichte Fürst mit dem E-Book Der Fürst Code einen Lebensratgeber. Im März 2016 erschien in Zusammenarbeit mit dem Partyschlagersänger Almklausi eine Coverversion des erstmals 2000 veröffentlichten Christian-Möllmann-Titels Es ist geil ein Arschloch zu sein.
Mit ihrer 2011 geborenen Tochter und ihrer Mutter lebt Fürst in Berlin.

## Veröffentlichungen
- 2015: Der Fürst Code (E-Book)
- 2016: Es ist geil ein Arschloch zu sein – Die Fürstin feat. Almklausi (Musiksingle)